# Hostel (film)
Hostel is een Amerikaanse horrorfilm uit 2005 onder regie van Eli Roth. De bekendheid van deze film is onder meer het resultaat van de aandacht die executive-producer Quentin Tarantino er aan schonk. Het eerste vervolg op de film verscheen in 2007 als Hostel: Part II.
De film kreeg zowel positieve als negatieve recensies. Zo won Hostel een Empire Award voor beste horrorfilm, maar schreven critici dat de beelden overdadig sadistisch en onmenselijk zijn. Bovendien waren er klachten uit Slowakije dat dit land onterecht als een barbaars, arm en corrupt land wordt neergezet in de film.

## Verhaal
De Amerikaanse rugzaktoeristen Paxton (Jay Hernadez) en Josh (Derek Richardson) zijn in Amsterdam op zoek naar coffeeshops en de Wallen. Ze ontmoeten er IJslander Oli en gaan als trio verder. De Russische Alexei adviseert de jongens een andere vakantieplek, die volgens hem beter aan hun wensen voldoet. Hij zegt dat er in Slowakije een overschot aan bloedmooie, hitsige vrouwen is, "vanwege de oorlog". De Amerikaanse rugzaktoeristen nemen samen met de IJslander meteen de trein naar Slowakije. Onderweg ontmoeten ze een Nederlandse zakenman die seksuele interesse voor Josh lijkt te hebben.
In het plaatselijke hostel tonen de beloofde Oostblok-vrouwen zich inderdaad al smachtend bereid aan om de seksuele verlangens van de jongens te voldoen. Het hitsige trio aarzelt niet om daar gebruik van te maken. De kinderen in de straten zijn daarentegen opvallend agressief en stelen Paxtons mobiele telefoon zo uit zijn handen. Wanneer Paxton en Josh zich tijdens de eerste nacht op seksueel gebied uitleven met de meisjes, verdwijnen Oli en een Japans meisje. De vriendin van het Japanse meisje, Kana, ontvangt een berichtje op haar telefoon met een foto van Oli en haar vriendin met de tekst "sayonara" (Japans voor vaarwel). Later ontvangt Paxton een sms van Oli met de tekst "I go home". De twee vinden het vreemd, maar beseffen dat ze Oli feitelijk nauwelijks kennen. Ze besluiten de zaak nog een dag aan te zien en daarna te vertrekken.
De tweede avond worden Paxton en Josh gedrogeerd. Paxton wordt ingesloten in een voorraadkast, waar hij onder zeil raakt tot hij de volgende dag bijkomt. Josh wordt daarentegen vastgebonden wakker in een martelkamer. De Nederlandse zakenman komt binnen en martelt Josh met onder meer een boormachine. Josh smeekt om vrijlating. De man snijdt daarop zijn achillespezen door, waarna hij Josh uitnodigt de deur uit te lopen. Josh valt en probeert weg te kruipen. De man snijdt hem vervolgens de keel door.
Paxton probeert de derde dag de politie te verwittigen, maar die wil hem niet helpen. Kana blijkt inmiddels eveneens verdwenen. Hij vraagt aan hun Slowaakse bedpartners waar zijn vrienden zijn. Wanneer ze ontwijkend antwoorden, eist hij dat ze hem naar hen toebrengen. Natalya neemt Paxton daarop mee naar een oude fabriek, waar hij wordt gegrepen door twee louche types: hij is in de val gelokt. Hij wordt naar een kamer gebracht waar een Duitser binnenkomt die twee van zijn vingers amputeert en hem probeert te bewerken met een kettingzaag. Dit doet hij dermate klunzig dat hij de handboeien doorzaagt en na een val zijn eigen been afzaagt. Paxton ziet zijn kans schoon en schiet de Duitser dood.
Paxton vlucht door een gang vol bezette martelkamers naar de uitgang en bereikt een 'kleedkamer'. Daar ontdekt hij dat de mensen die de faciliteit beheren een club leiden, de Elite Hunting Club. Deze is opgezet voor wrede rijkaards die grof geld betalen om hun sadistische lusten op ontvoerde menselijke slachtoffers bot te vieren. De politie is waarschijnlijk omgekocht en de meisjes lokken doelbewust toeristen naar de wrede organisatie toe. Paxton bevrijdt Kana op het moment dat een man haar gezicht verminkt met een gasbrander. Ze vluchten, stelen een auto en bereiken zo het dorp. Daar ziet Paxton Natalya en Svetlana, die hem en zijn vrienden in handen van de folteraars brachten, alsmede de Rus Alexei die hen vanuit Amsterdam hierheen stuurde. Uit wraak overrijdt hij hen alle drie. Paxtons achtervolgers zien hun weg geblokkeerd door agressieve kinderen, terwijl zij hen ook bekogelen.
Kana en Paxton bereiken het station, waar Kana haar spiegelbeeld ziet en zelfmoord pleegt door voor een aankomende locomotief te springen. Zodoende heeft Paxton de kans om in de trein te stappen en aan zijn achtervolgers te ontsnappen. Binnen hoort hij de stem van de moordenaar van Josh: de Nederlandse zakenman. In een Praags toilet overvalt Paxton de Nederlander, snijdt hem twee vingers af, dompelt hem onder in de toiletpot en snijdt zijn keel door, alvorens Praag te verlaten.
N.B. Het station waar Paxton aankomt bevat de Duitstalige opschriften als "Bahnsteig" en "Herren" en moet waarschijnlijk doorgaan voor het station van Wenen. Te zien is echter in het spiegelbeeld van de trein dat het in werkelijkheid inderdaad om station Praag ("Praha") gaat. Ook zijn andere Tsjechische teksten te zien naast de meer in het oog vallende Duitse opschriften. Dit heeft waarschijnlijk te maken met het budget van de film.

## Rolverdeling
- Jay Hernandez — Paxton
- Derek Richardson — Josh
- Eyþór Guðjónsson — Óli
- Barbara Nedeljáková — Natalya
- Jana Kadeřábková — Svetlana
- Jan Vlasák — Nederlandse zakenman
- Jennifer Lim — Kana
- Lubomir Šilhavecký — Alex
- Paula Wild — Monique
- Petr Janis — Duitse chirurg
- Jana Havlíčková — Vala
- Vanessa Jungova — Saskia
- Rick Hoffman — Amerikaanse klant
- Josef Bradna - Slager

## Trivia
- De acteur die de Nederlandse zakenman speelt, is in feite een Tsjech.
- De film is niet opgenomen in Slowakije, maar in Český Krumlov, Tsjechië.